# Konklaven
Konklaven är en bok av den brittiske författaren Robert Harris, utgiven i svensk översättning 2017 på bokförlaget Bookmark förlag.

## Handling
Påven är död. Bakom Sixtinska kapellets låsta dörrar samlas etthundraarton kardinaler från hela världen. Under ledning av kardinal Lomeli, som i tysthet vacklar i sin gudstro, ska de utse den universella kyrkans nya överhuvud, men konklaven drar ut på tiden. Favoriter faller och obekväma sanningar kommer upp till ytan. Och ingen av de närvarande kan förutse hemligheten som den blivande påven bär på.